# Masalia unifasciata
Masalia unifasciata là một loài bướm đêm trong họ Noctuidae.